# Cisseps cocklei
Cisseps cocklei är en fjärilsart som beskrevs av Dyar 1904. Cisseps cocklei ingår i släktet Cisseps och familjen björnspinnare. Inga underarter finns listade i Catalogue of Life.